# Balacra batesi
Balacra batesi är en fjärilsart som beskrevs av Druce 1910. Balacra batesi ingår i släktet Balacra och familjen björnspinnare. Inga underarter finns listade i Catalogue of Life.